# 克卢济塔
克卢济塔是巴西米纳斯吉拉斯州的一个市镇。总面积153.038平方公里，总人口1826人，人口密度11.9人/平方公里。